# Segoviaakvedukten

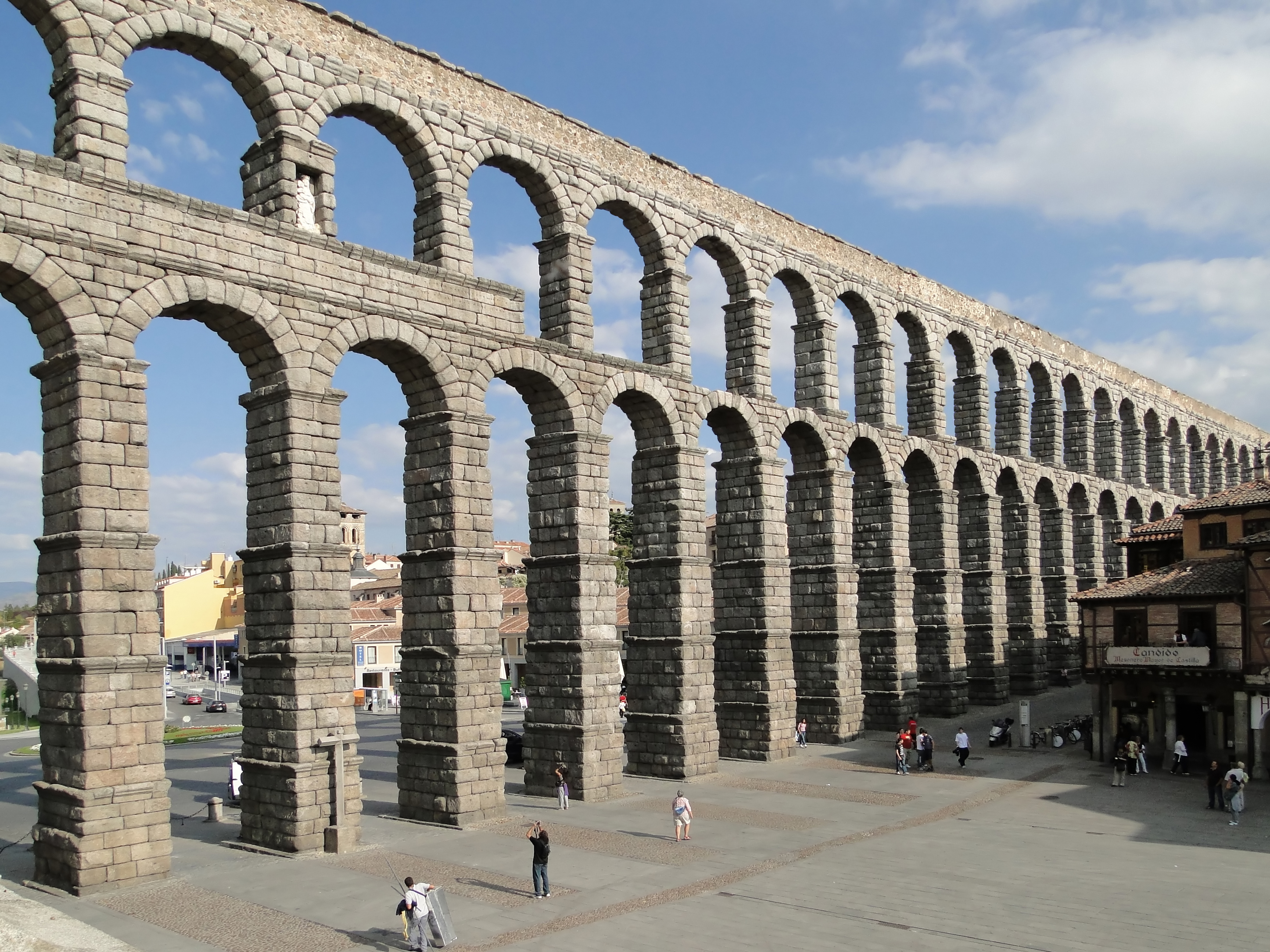
Akvedukten där den korsar staden och har sitt högsta spann

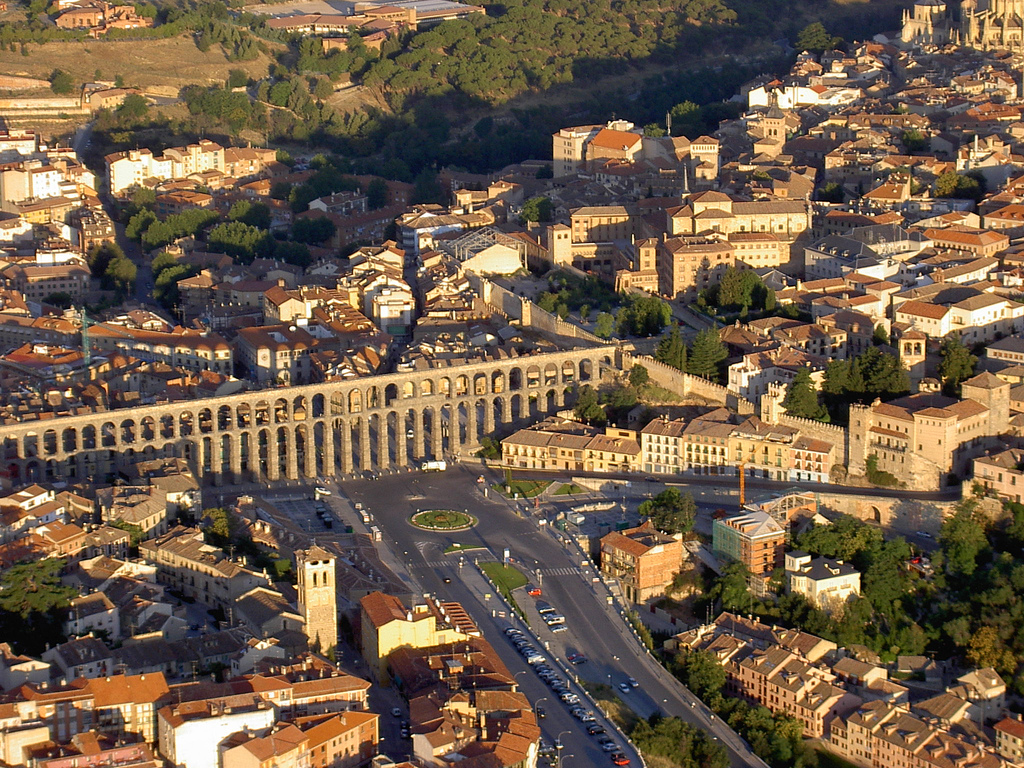
Flygbild av akvedukten

Segoviaakvedukten, som är en akvedukt i Segovia (El puente), är det största romerska byggnadsverket i Spanien. 
Den transporterade vattnet från floden Frías i Sierra de Fuenfría till Segovia en sträck på över 50 km. Första delen av ledningen, genom Pinar de Valsain, är öppen, sedan går den under La Granja-vägen och når reservoaren öster om Segovia. Totalt har akvedukten 165 valv men efter  reservoaren börjar den egentliga akvedukten som är 825 meter lång, varav omkring 280 meter har två våningar, över den djupa dalen öster om Segovia och en del av själva staden samt slutar vid Alcázar. Höjden på dess 119 bågar varierar efter terrängen mellan 7 och 28 meter. Akvedukten är byggd av granitblock utan murbruk eller krampor. Bron tar upp belastning genom att bågarna pressas samman av brons tyngd.

## Världsarv
Akveduktens har en extremt solid konstruktion med pelarnas kärnor gjorda av antik betong (opus caementitium), granitstenar och permanent underhåll under århundraden  Akvedukten i Segovia anses vara det bäst bevarade monumentet av romersk arkitektur på den iberiska halvön. Sedan 1985 har den funnits på UNESCO:s världsarvslista tillsammans med Segovias gamla stad. American Society of Civil Engineers lade till den på listan över internationella historiska landmärken för väg- och vattenbyggnad 1999.